# 環球港

環球港の正面入口。背後に超高層棟が聳え立つ。

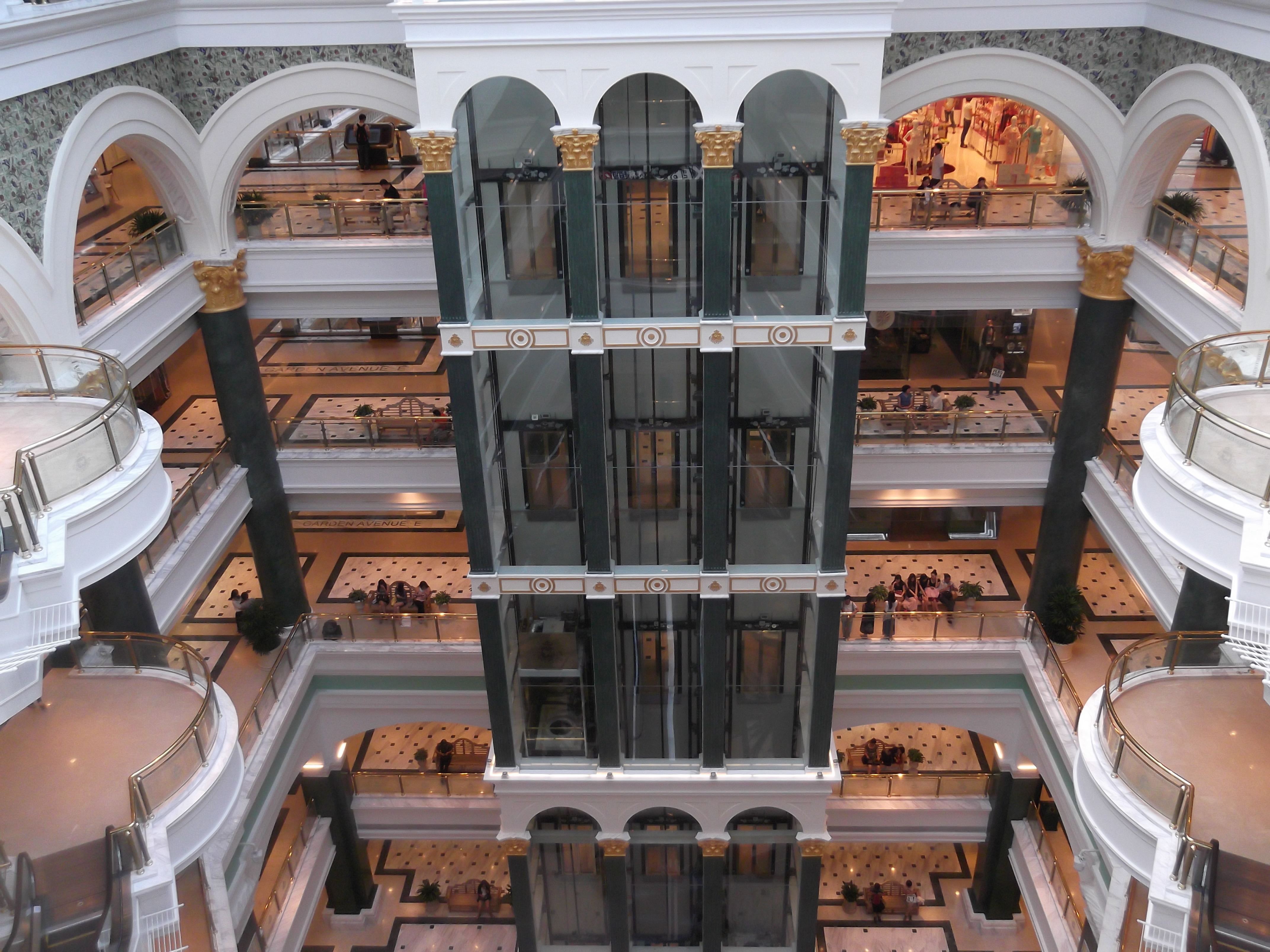
環球港内部のアトリウム（吹き抜け）。

環球港（かんきゅうこう、中国語: 环球港）、グローバル・ハーバー（英語: Global Harbor）は、中国の上海市にある大規模なショッピングモール。月星環球港ともいう。延べ床面積は48万平方メートル、店舗面積は32万平方メートルに及び、2013年7月5日にプレオープンという形で開業した時点で、中国最大規模の商業施設とされた。
環球港は、上海市普陀区の金沙江路に近い、中山北路3553に位置している。上海軌道交通3号線、4号線、13号線の金沙江路駅に接続する地下階の出入口がある。商店などが配置されている階層は6層あり、そのうち2層は地下で、さらにその下には駐車場階が設けられている。モールに連続して、ツイン・タワー状の2棟の超高層ビルが聳えており、その姿はガラスで覆われたたモールの天井ごしに見ることができる。夕方になると、高層ビルの外壁に、コンピュータで制御された、カラーの動画映像が表示される。
食べ物は、中華料理だけでなく、ウクライナ料理やタイ料理、日本料理と世界の色々な国の食べ物を食べられる。
華東師範大学は、環球港モールの南西側の近傍にある。さらにその先の南西方向には、長風公園がある。

## 外部リンク

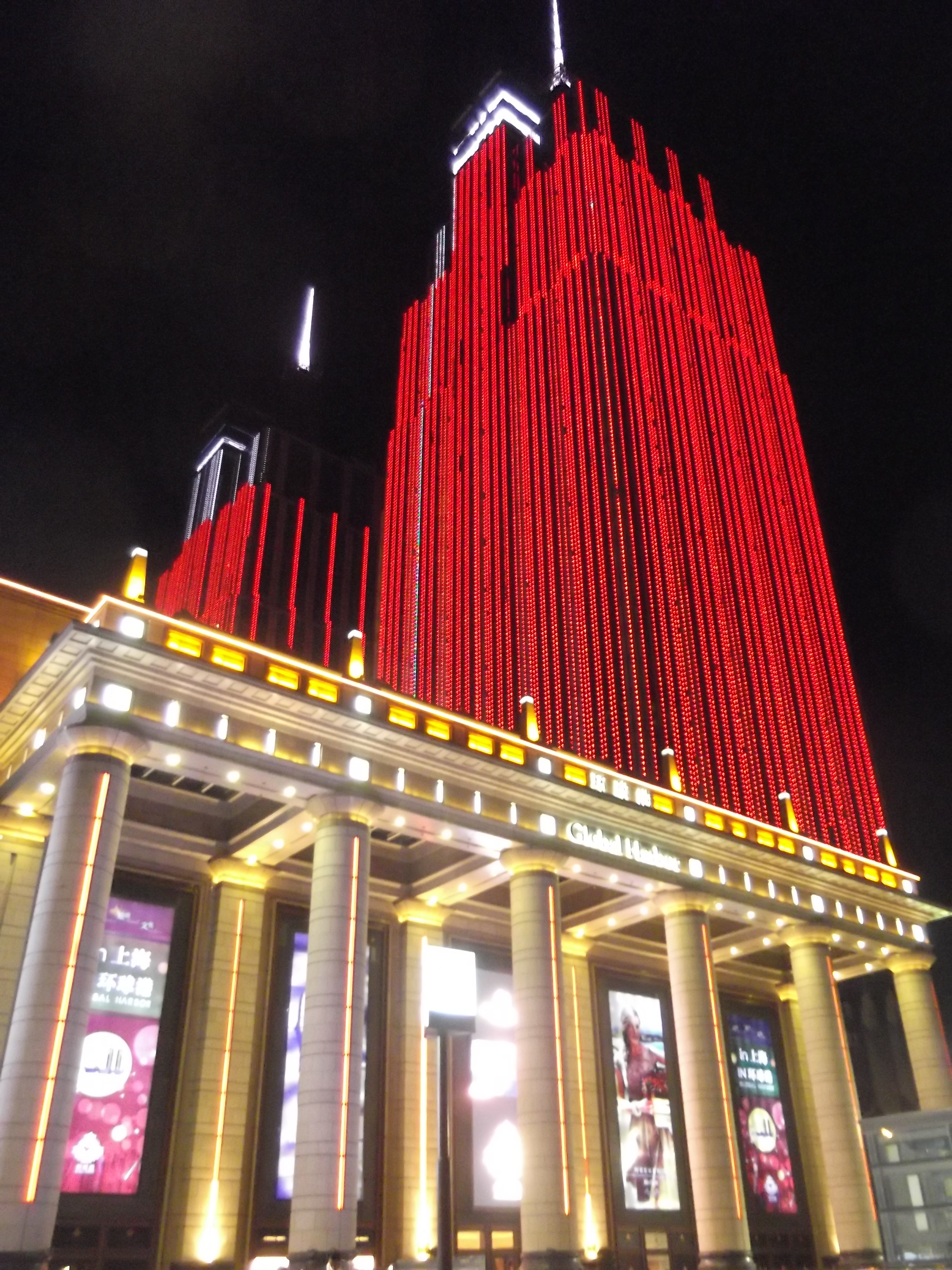
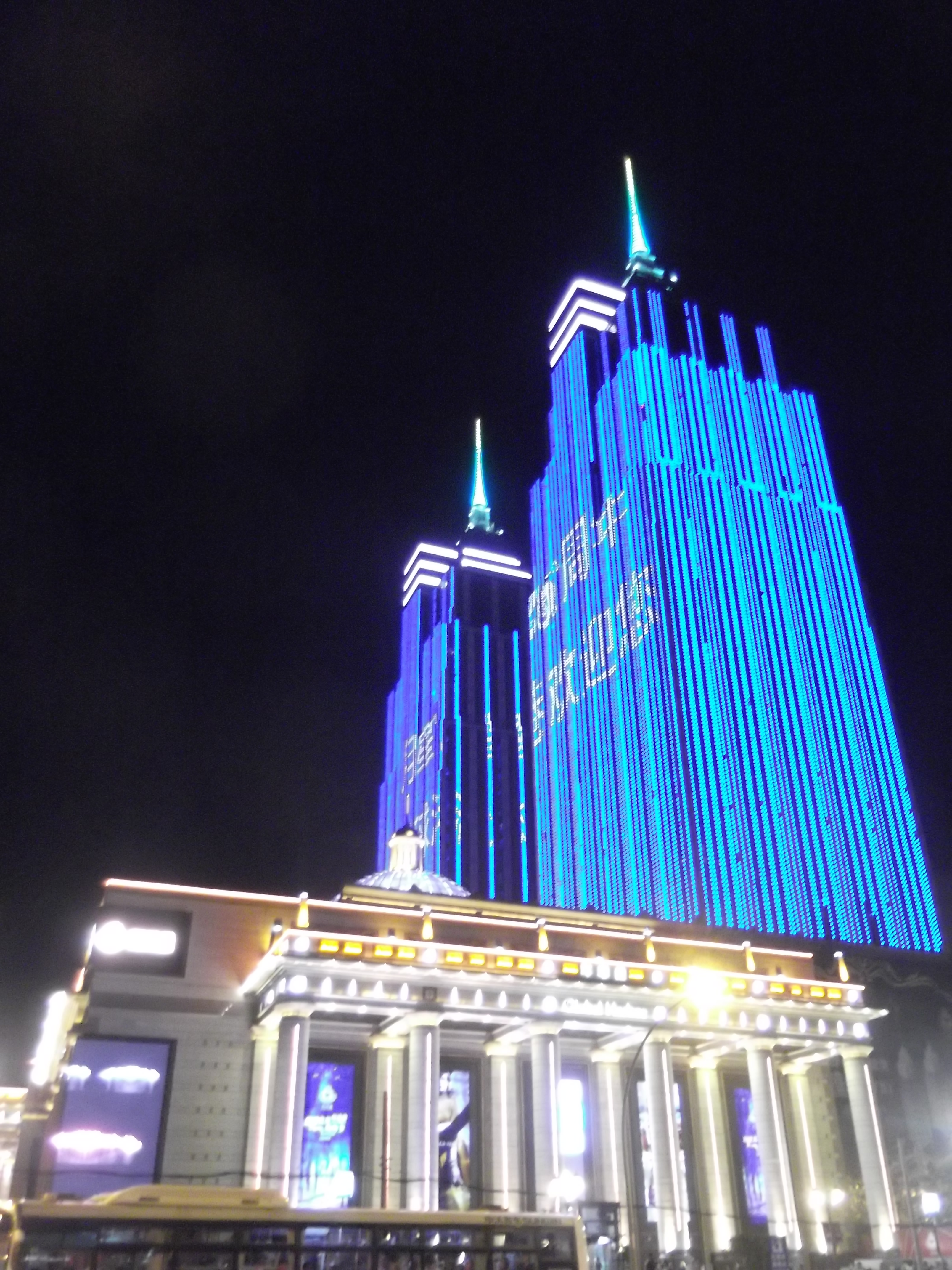
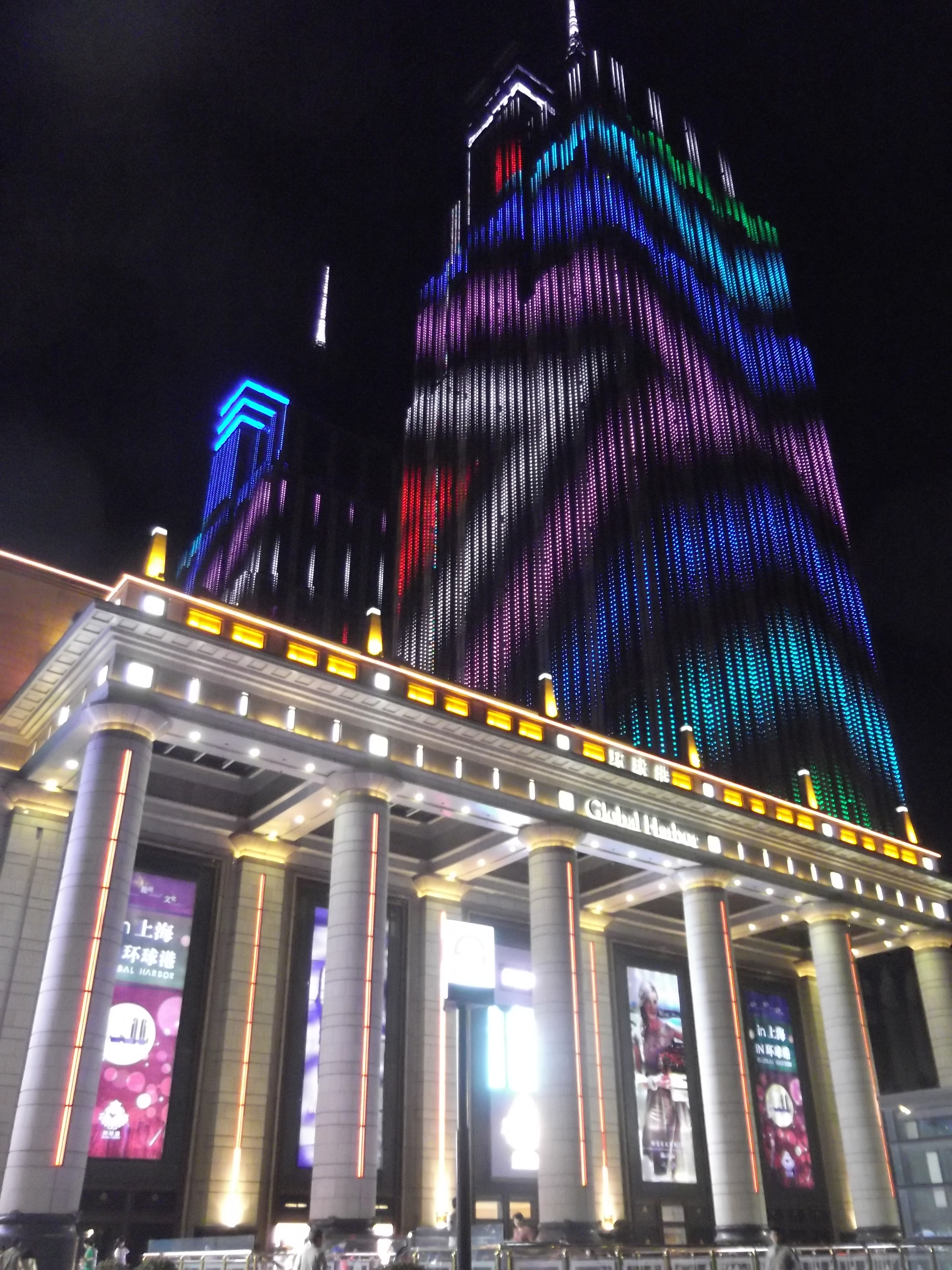